# Барсола, Пабло
Пабло Максимильяно Барсола (исп. Pablo Maximiliano Barzola; род. 17 ноября 1983[…], Сан-Мартин, Буэнос-Айрес) — аргентинский футболист, левый защитник.

## Биография
Начинал карьеру в «Архентинос Хуниорс», с которым в 2002 году вылетел в Примеру B Насьональ. В 2003 году принимал участие в Панамериканских играх, где завоевал в составе молодёжной сборной Аргентины золото. В следующем году Барсола уже выступал за «Ривер Плейт», с которым в 2004 году выиграл Клаусуру. Далее Пабло защищал цвета «Кильмеса», потом вернулся в «Хуниорс». Перед сезоном 2008/09 перешёл во французский «Кан», который через год уже вылетел в Ligue 2. В июле 2011 года вновь вернулся в «Архентинос Хуниорс».

## Достижения

### Командные
Как игрока национальных сборных Аргентины:
- Панамериканские игры:
  - Чемпион: 2003

Как игрока «Ривер Плейта»:
- Чемпион Аргентины: Клаусура 2004
- 3-е место в чемпионате Аргентины: Апертура 2005

Как игрока «Кана»:
- Лига 2:
  - Победитель: 2009/10 (выход в Лигу 1)